# Beppe Grillo

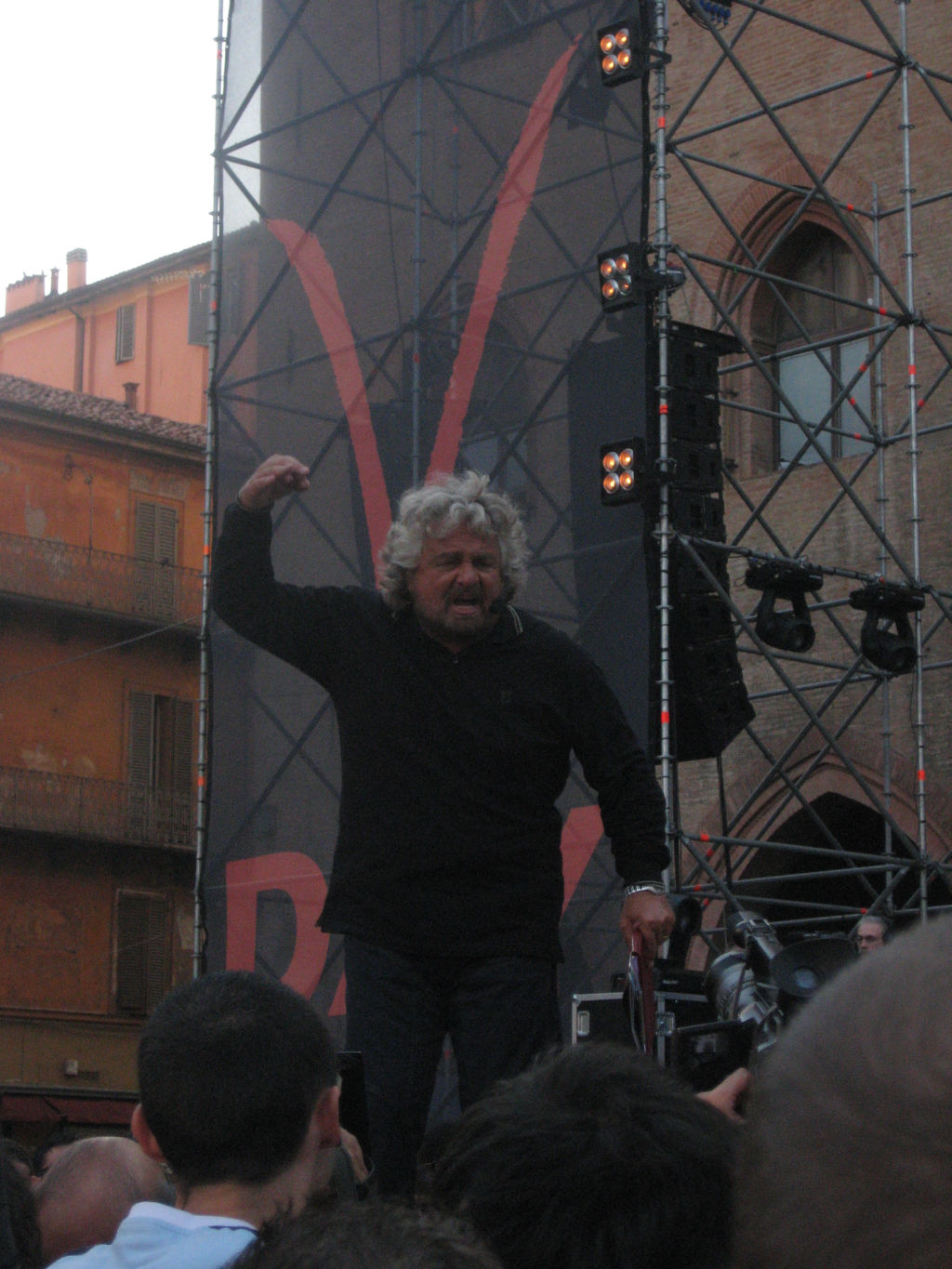
Beppe Grillo podczas „V-Day” w Bolonii (8 września 2007)

Beppe Grillo, właśc. Giuseppe Piero Grillo (ur. 21 lipca 1948 w Genui) – włoski komik i aktor, a także bloger i działacz polityczny, założyciel i lider Ruchu Pięciu Gwiazd.

## Życiorys
Karierę komika rozpoczął w latach 70. w lokalnych kabaretach. Wkrótce przeszedł do pracy w telewizjach publicznego nadawcy RAI, w których zatrudnił go popularny prezenter telewizyjny Pippo Baudo. Występował ze swoimi monologami i anegdotami regularnie w programach rozrywkowych, tj. Secondo Voi, Luna Park, Fantastico, zyskiwał popularność dzięki produkcjom Te la do io l'America (1982) i Te lo do io il Brasile (1984). W międzyczasie na początku lat 80. został skazany za nieumyślne spowodowanie wypadku samochodowego, w wyniku którego śmierć poniosło trzech pasażerów kierowanego przez niego pojazdu. Występował w tym czasie okazjonalnie we włoskich filmach: Cercasi Gesù (1982), Scemo di guerra (1985) i Topo Galileo (1988).
Z telewizji odszedł w drugiej połowie lat 80. W tym czasie włączał do swoich występów liczniejsze wątki satyry politycznej. W 1987 w jednym z prowadzonych programów zażartował w sposób sugerujący korupcyjne powiązania socjalistycznego premiera Bettina Craxiego. W konsekwencji był stopniowo odsuwany od telewizyjnych produkcji. Bettino Craxi kilka lat później stał się głównym negatywnym bohaterem tzw. afery Tangentopoli, zagrożony tymczasowym aresztowaniem uciekł do Tunezji, gdzie zmarł.
Beppe Grillo zaczął następnie występować w teatrach, a także publikować w prasie artykuły na tematy gospodarcze. W badaniach opinii publicznej utrzymywał pozycję najpopularniejszego komika, pomimo jedynie sporadycznych pokazów telewizyjnych. Gdy w pierwszej połowie lat 90. jego występ został pokazany przez RAI, oglądalność wynosiła kilkanaście milionów widzów. Wkrótce jednak stał się osobą niepożądaną w mediach publicznych i w mediach kontrolowanych przez Silvia Berlusconiego.
Od połowy lat 90. urządzał trasy ze swoimi występami, w których poruszał kwestie społeczne. Popularność przyniosła mu sprawa przedsiębiorstwa spożywczego Parmalat. W 2001 zapowiadał szybki upadek tej firmy w jednym ze swoich występów, koncern w atmosferze skandalu związanego z defraudacją zbankrutował w 2003. Beppe Grillo zaczął prowadzić blog beppegrillo.it, zyskując licznych zwolenników. Zajął się w szczególności krytyką korupcji w polityce, m.in. publikując regularnie aktualizowaną listę członków parlamentu, którym przedstawiano zarzuty karne. Przy finansowym wsparciu czytelników w 2005 wykupywał ogłoszenia prasowe, m.in. wzywające do dymisji prezesa Banca d'Italia, postulował także usunięcie z parlamentu osób skazanych za przestępstwa kryminalne.
8 września 2007 z został zorganizowany „V-Day”, wulgarnie określany także jako „Vaffanculo-Day” (w dosłownym tłumaczeniu „Dzień: odpieprz się”). W wiecach, które wówczas odbyły się w ramach tej inicjatywy w około 220 miejscowościach, według doniesień medialnych wzięło udział około dwóch milionów osób. Beppe Grillo podczas manifestacji w Bolonii publicznie odczytał ponad dwadzieścia nazwisk polityków, mających zarzuty karne m.in. łapówkarstwa, krzywoprzysięstwa i podżegania do morderstwa. „V-Day” jest określany przez badaczy Internetu jako pierwsza we Włoszech masowa polityczna demonstracja rozpropagowana za pośrednictwem blogosfery i serwisy społecznościowe. Sam Beppe Grillo zaczął być porównywany z takimi aktywistami jak Michael Moore i Stephen Colbert.
W kolejnych miesiącach organizowano dalsze akcje, w tym wzywające do pozbawienia immunitetu Silvia Berlusconiego, którego koalicja w 2008 przejęła władzę. Prowadzona przez niego strona beppegrillo.it została w 2008 przez gazetę „The Guardian” uznana za jeden z dziesięciu najbardziej wpływowych blogów na świecie.
W 2009 zadeklarował zamiar ubiegania się o przywództwo w Partii Demokratycznej, jednak jego kandydatura została odrzucona przez władze tego ugrupowania. W tym samym roku założył własne ugrupowanie pod nazwą Ruchu Pięciu Gwiazd (MoVimento 5 Stelle), określane jako populistyczne. Partia zaczęła głosić hasła antykorupcyjne, ekologiczne, częściowo eurosceptyczne, a także promujące demokrację bezpośrednią. Ugrupowanie wystawiło swoje listy w wyborach regionalnych w 2010, wprowadzając pojedynczych radnych do rad regionów Emilia-Romania i Piemontu. W 2012 partia Beppe Grillo w wyniku wyborów lokalnych wygrała m.in. w Parmie. W sondażach z tego samego roku regularnie zaczęła uzyskiwać poparcie na poziomie kilkunastu procent.
W wyborach w 2013 Ruch Pięciu Gwiazd wystartował samodzielnie. Partia zajęła trzecie miejsce (za koalicjami centrolewicy i centroprawicy), uzyskała około 25% głosów, co przełożyło się na ponad 50 mandatów w Senacie i blisko 110 mandatów w Izbie Deputowanych. Beppe Grillo nie ubiegał się o mandat w parlamencie. W 2017 nowym liderem politycznym ugrupowania został Luigi Di Maio.